# Casuarinaceae
Casuarinaceae is een botanische naam, voor een familie van tweezaadlobbige planten. Een familie onder deze naam wordt algemeen erkend door systemen voor plantentaxonomie, en zo ook door het APG II-systeem (2003).
De plaatsing van deze familie is lange tijd controversieel geweest maar nadat het Cronquist systeem (1981) ze in een eigen orde (Casuarinales) had ingedeeld als buren van de orde Fagales, hebben het APG-systeem en het APG II-systeem (2003) de familie ingevoegd bij die orde. De soorten worden óf ingedeeld in één genus Casuarina óf verdeeld over vier genera.
De soorten zijn alle bomen of struiken, die geen echte bladeren hebben. De fotosynthese vindt plaats in de twijgen.
Enkele soorten worden graag aangeplant langs kusten om de wind te breken. Het hout is heel zwaar en dient meestal als brandhout. Sommige soorten komen ook voor in de berggebieden van Indonesië en Nieuw-Guinea. In Nederlands-Indië stonden ze bekend als tjemara (cemara in de nieuwe spelling) en werden ze soms gebruikt als kerstboom.